# Antiprisma cuadrado

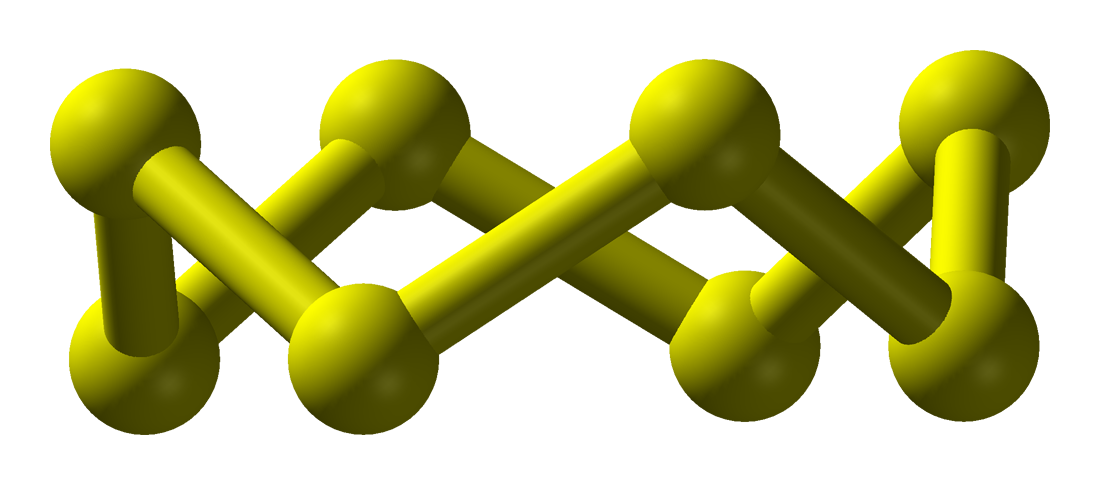
Estructura de la molécula de octaazufre, S_{8}

En geometría, un antiprisma cuadrado es el segundo elemento de un conjunto infinito de antiprismas formado por una secuencia de pares de triángulos laterales cerrado por dos tapas en forma de polígono. También se conoce como anticubo.
Si todas sus caras son regulares, es un poliedro semirregular.
Cuando ocho puntos se distribuyen sobre la superficie de una esfera con el objetivo de maximizar la distancia entre ellos, en cierto sentido, la forma resultante corresponde a un anti-prisma cuadrado en lugar de un  cubo. Diferentes ejemplos incluyen la maximización de la distancia al punto más cercano, o el uso de electrones para maximizar la suma de los inversos de los cuadrados de las distancias.

## Moléculas con una geometría de antiprisma cuadrado
De acuerdo con la teoría RPECV de geometría molecular, en química, basada en el principio general de maximizar las distancias entre los orbitales como medio de conseguir la menor repulsión electrostática, un antiprisma cuadrado es una geometría favorecida cuando ocho pares de electrones rodean a un átomo central. Una especie química con esta geometría es el ion octafluoroxenato (VI) (XeF82-) en la sal octafluoroxenato (VI) de nitrosonio, sin embargo, la molécula se distorsiona y se aleja de la geometría de antiprisma cuadrado ideal.
Además, el elemento azufre formas moléculas octoatómicas, S8, como forma alotrópica más estable. La molécula S8 tiene una estructura basada en el antiprisma cuadrado, en la que los ocho átomos ocupan los ocho vértices del antiprisma, y las ocho aristas entre triángulos contiguos del antiprisma corresponden a un solo enlace covalente entre los átomos de azufre.

## Poliedros relacionados
Como el resto de antiprismas, el antiprisma cuadrado pertenece a una familia de poliedros que incluye al octaedro (que puede ser visto como un antiprisma triangular apuntado), el antiprisma pentagonal, el antiprisma hexagonal, y el antiprisma octogonal.
La pirámide cuadrada giroelongada es un sólido de Johnson (en concreto,J10) construida mediante la sustitución de un cuadrado en un antiprisma cuadrado por una pirámide cuadrada . Del mismo modo, la bipirámide cuadrada giroelongada (J17) es un deltaedro (un poliedro cuyas caras son triángulos) construidos mediante la sustitución de los dos cuadrados de un antiprisma cuadrado por una pirámide de base cuadrada.
El biesfenoide romo (J84) es otro deltaedro, construido mediante la sustitución de los dos cuadrados de un antiprisma cuadrado por pares de triángulos equiláteros. El antiprisma cuadrado romo (J85) puede ser visto como un antiprisma cuadrado, con una cadena de triángulos equiláteros inserta alrededor de la mitad. La esfenocorona (J86) y la esfenomegacorona (J88) son otros sólidos de Johnson que, como los antiprismas cuadrados, constan de dos cuadrados y un número par de triángulos equiláteros.